# Le Lièvre débusqué

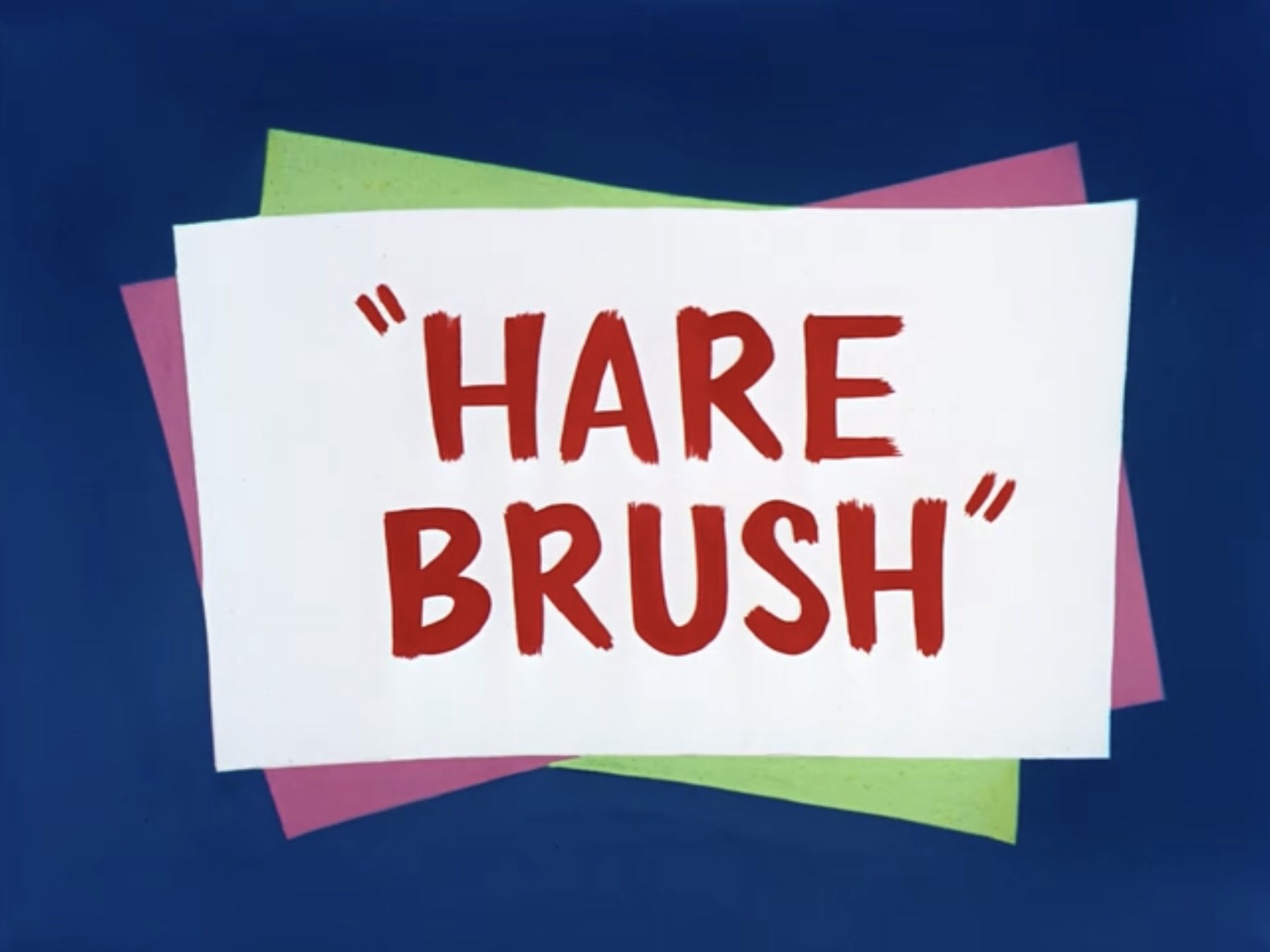
Carton de générique du Lièvre débusqué

Le Lièvre débusqué (Hare Brush) est un cartoon réalisé par Friz Freleng en 1955. Il met en scène Bugs Bunny et Elmer Fudd.